# Balduí II de Gant
Balduí II de Gant o Balduí d'Alost, anomenat el Gros o el Gran († 13 de juny de 1097) durant el setge de Nicea, senyor de Tronchiennes i comte d'Alost, fou un croat flamenc.

## Biografia

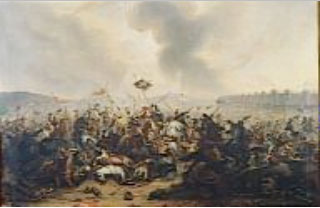
Setge de Nicea

Era el fill de Balduí (I) († 1082), comte d'Alost, i d'Oda, de parentiu desconegut. El seu pare havia rebut del comte de Flandes Robert el Frisó les terres de Tronchiennes i el país de Waes.
Fou fet presoner per Amelric, conestable de Flandes, a qui feia la guerra.
El 1096, Balduí II va participar en la primera croada. Al mes de maig de 1097, l'exèrcit dels croats va assetjar la ciutat de Nicea. Fou durant aquest setge que Balduí de Gant va morir.

## Matrimoni i descendència
Balduí es va casar amb Matilde, de parentiu desconegut. El comte de Flandes, Robert de Jerusalem, va arrabassar a la seva vídua Tronchiennes i el país de Waes. Matilde va fer una donació a l'església de Saint-Pierre de Gant per a l'ànima del seu marit, mort de les seves ferides a Nicea. Van tenir com a descendents coneguts a:
- Baudouin III de Gant († 1127), dit el Barbut, que fou comte d'Alost i de Tourcoing de 1098 a 1127, senyor d'Alost i de Waas, part dels Pars de Flandes.

- Ywan o Joan de Gant († 1145), comte d'Alost, Gant, Waas i Tronchiennes. Va succeir al seu germà el 1127. Es va casar amb Laureta d'Alsàcia, filla de Teodoric d'Alsàcia, comte de Flandes (1128-1168).